# Champlain (Schiff, 1919)
Die Champlain, auch HMCS Champlain (Kennung: D17 / H24 / H25 / F50), war ein Zerstörer der Thornycroft S-Klasse der kanadischen Marine, der von 1928 bis 1936 in Dienst stand. Vorher stand das Boot von 1919 bis 1928 als Torbay, auch HMS Torbay, im Dienst der britischen Marine.

## Geschichte
Der Bauauftrag für die spätere Torbay wurde während des Ersten Weltkrieges, im Juni 1917 an die Werft John I. Thornycroft & Company vergeben. Diese legte den Rumpf am November 1917 in Woolston (Southampton) auf Kiel und der Stapellauf erfolgte am 6. März 1919. Anschließend wurde das Schiff ausgerüstet und die Indienststellung erfolgte am 17. Juli 1919 für die Royal Navy.
Neben Toreador wurde auch deren Schwesterschiff Torbay 1927 an die Royal Canadian Navy verliehen, um die M-Klassen-Zerstörer Patrician und Patriot zu ersetzen. Torbay wurde in Champlain nach dem Entdecker Samuel de Champlain umbenannt. Der in Halifax stationierte Zerstörer wurde ähnlich wie das Schwesterschiff aber an der kanadischen Ostküste eingesetzt. ab Mitte 1931 fanden die Übungen oft mit dem eingetroffenen Neubau Saguenay statt. Abweichend von den Schiffen an der Westküste führten die kanadischen Schiffe an der Ostküste im Winter regelmäßig eine Fahrt in die Karibik durch. Diese Reisen waren keine reinen Erholungsreisen, so musste die Champlain bei der Anreise im Januar 1931 durch einen schweren Sturm und verlor ihre Masten und zwei Beiboote. Das Schiff erlitt erhebliche Schäden und ein Besatzungsmitglied wurde schwer verletzt.
1934 fanden die Übungen in der Karibik zusammen mit Saguenay, Skeena und Vancouver statt. Es war die bis dahin längste und umfangreichste Übung der Royal Canadian Navy, einschließlich eines einwöchigen Trainings der vier Zerstörer mit der Home Fleet der Royal Navy.
1936/1937 schied auch Champlain aus der RCN aus und wurde abgebrochen.